# فرانچسکو فورته (بازیکن فوتبال، زاده ۱۹۹۱)
فرانچسکو فورته (انگلیسی: Francesco Forte؛ زادهٔ ۱۲ اکتبر ۱۹۹۱) بازیکن فوتبال اهل ایتالیا است.